# HOMer Award
Der HOMer Award war ein Literaturpreis, der von 1991 bis 2001 für Werke aus dem Bereich der Bereich der Science-Fiction verliehen wurde. In den ersten beiden Jahren wurden auch Fantasy- und Horror-Romane ausgezeichnet. Von 1996 an wurden auch Preise in einer Kategorie für SF-Filme und -Serienepisoden verliehen. 
Vergeben wurde der Preis von den Teilnehmern des Science-Fiction und Fantasy-Forums auf CompuServe, nach dem der Preis auch benannt war – das Forum Home and Hobby Forum Number 9 wurde über das Kürzel HOM-9 angewählt, weshalb die Teilnehmer sich „Homers“ nannten. Mit einer sich zwischen 18.000 und 40.000 Mitgliedern bewegenden Teilnehmerzahl waren die HOMer Awards zu ihrer Zeit der Publikumspreis mit der breitesten Basis. Bei der Preisvergabe wurde kritisiert, dass die Teilnahme von Preiskandidaten an den Forumsdiskussionen zu stark ins Gewicht gefallen wäre. Die Sieger wurden im Locus Magazine bekanntgegeben und die Preisträger erhielten eine kalligrafierte Urkunde.
Auszeichnungen wurden in den folgenden Kategorien vergeben:
- SF Novel: Science-Fiction-Roman
- Fantasy Novel: Fantasy-Roman
- Horror Novel: Horror-Roman
- First Novel: Romanerstling
- Novella: Kurzroman
- Novelette: Erzählung
- Short Story: Kurzgeschichte
- Dramatic Presentation: Film und Serienepisode

Ähnlich wie bei den Kategorien der Nebula Awards erfolgte die Zuordnung von Texten zu Preiskategorien Novel, Novella, Novelette und Short Story aufgrund der Textlänge (Wortzahl).

## Liste der Preisträger
Mehrfachvergabe in einem Jahr wird durch einen trennenden Schrägstrich („/“) angezeigt.
SF Novel
- 2001 Robert J. Sawyer für Calculating God
- 2000 Catherine Asaro für The Veiled Web
- 1999 Mike Resnick für Kirinyaga
- 1998 Anne Marston für Broken Blade
- 1997 Robert J. Sawyer für Starplex
- 1996 Robert J. Sawyer für The Terminal Experiment (auch als Hobson’s Choice)
- 1995 Robert J. Sawyer für End of an Era
- 1994 Robert J. Sawyer für Fossil Hunter
- 1993 Robert J. Sawyer für Far-Seer
- 1992 Anne McCaffrey für All the Weyrs of Pern / Lois McMaster Bujold für (tie) Barrayar
- 1991 John E. Stith für Redshift Rendezvous

Fantasy Novel
- 1992 Charles de Lint für The Little Country
- 1991 Raymond E. Feist und Janny Wurts für Servant of the Empire

Horror Novel
- 1992 Robert Holdstock für The Fetch
- 1991 S. P. Somtow für Moon Dance

First Novel
- 1991 Robert J. Sawyer für Golden Fleece

Novella
- 2001 Catherine Asaro für A Roll of the Dice
- 2000 Mike Resnick für Hunting the Snark
- 1999 Catherine Asaro für Aurora in Four Voices
- 1997 Jack McDevitt für Time Travelers Never Die
- 1996 Mike Resnick und Susan Shwartz für Bibi
- 1995 Mike Resnick für Seven Views of Olduvai Gorge
- 1994 Jack Cady für The Night We Buried Road Dog
- 1993 Maureen F. McHugh für Protection
- 1992 Kristine Kathryn Rusch für The Gallery of His Dreams
- 1991 John E. Stith für Naught for Hire

Novelette
- 2001 Ron Collins für The Taranth Stone
- 2000 Eleanor Arnason für Stellar Harvest
- 1999 Kristine Kathryn Rusch für Echea
- 1997 Paul Levinson für The Copyright Notice Case
- 1996 Mike Resnick für When the Old Gods Die
- 1995 David Gerrold für The Martian Child
- 1994 George Alec Effinger für Beast
- 1993 Mike Resnick für Song of a Dry River
- 1992 Pat Cadigan für Dispatches from the Revolution
- 1991 Mike Resnick für The Manamouki

Short Story
- 2001 Mike Resnick für The Elephants on Neptune
- 2000 Mike Resnick für Hothouse Flowers
- 1999 Barbara Galler-Smith für Face of God
- 1998 Louise Rowder für The Symmetry of Duty
- 1997 Robert J. Sawyer für Above It All
- 1996 Robert J. Sawyer für You See But You Do Not Observe
- 1995 Joe Haldeman für None So Blind
- 1994 Mike Resnick für Mwalimu in the Squared Circle
- 1993 Barbara Delaplace für Black Ice
- 1992 Connie Willis für In the Late Cretaceous
- 1991 Harry Turtledove für Designated Hitter

Dramatic Presentation
- 2001 Tiger and Dragon
- 2000 Matrix
- 1999 Babylon 5: Sleeping in Light
- 1998 Contact
- 1997 Star Trek: Deep Space Nine: Trials and Tribble-ations
- 1996 Babylon 5: Comes the Inquisitor